# ريدجولو
ريدجولو (بالإيطالية: Reggiolo)‏ هي بلدية في مقاطعة ريدجو إميليا في إقليم إميليا رومانيا الإيطالي.

## السكان
في سنة 1861 بلغ عدد السكان 5٬497 نسمة، وتطور العدد ليصل في سنة 2011 لـ 9٬217 نسمة.
يظهر هذا المخطط البياني تطور النمو السكاني لـ ريدجولو

## أعلام
- كارلو أنشيلوتي